# 貫地谷しほり
貫地谷 しほり（、1985年〈昭和60年〉12月12日 - ）は、日本の女優。本名、同じ。愛称は、しーちゃん、しほりん、貫ちゃん。
東京都荒川区出身。大妻女子大学文学部中退。ABP inc.所属。

## 来歴
中学生の時に新宿駅のホームでスカウトされ芸能界入り。伊藤正次演劇研究所（現：Ito・M・Studio）の研究生として演劇の指導を受ける。
2002年、『修羅の群れ』で映画デビュー。映画『スウィングガールズ』（2004年）への出演で注目を集め、フジテレビドラマ『大奥〜華の乱〜』（2005年）、映画『夜のピクニック』（2006年）、NHK大河ドラマ『風林火山』（2007年）などに出演する。
2007年、3回目のオーディション挑戦で同年度後期のNHK連続テレビ小説『ちりとてちん』のヒロインに選出され、初主演を務める。放送終了後には2008年4月期『キミ犯人じゃないよね?』（テレビ朝日）、同7月期『あんどーなつ』（TBS）と、民放の連続ドラマで2クール続けて主演。2008年、第32回エランドール賞新人賞を受賞。また、『アジアンスマイル』（NHK-BS1）などの番組でナレーションを務める。
21歳のときに在学していた大妻女子大学文学部を退学し、女優業に専念する。
2009年、チェコのアニメ映画『屋根裏のポムネンカ』やNHKの連続人形劇『新・三銃士』で声優を務め、自身の冠番組となるTOKYO FMのラジオドラマ『貫地谷しほりのラジオ劇団・小さな奇跡』では座長（主演とナビゲーター）を務める。
2010年、舞台『余命1ヶ月の花嫁』で舞台初主演。第7回The Beauty Week AwardでThe Best of Beauty 2010を受賞。
2013年、『くちづけ』で映画初主演。2014年、同作で第56回ブルーリボン賞主演女優賞を受賞。
2019年、朝ドラ100作目の節目の作品となる同年度前期の連続テレビ小説『なつぞら』に歴代ヒロインの1人として出演する。
私生活では、かねてより交際していた一般男性と結婚したことを同年9月24日に発表した。
2021年4月13日、新型コロナウイルスへの感染を公表。出演が予定されていた舞台『月とシネマ-The Film on the Moon Cinema-』について、同月17日開幕予定の東京公演（PARCO劇場、5月9日まで）を28日まで中止することが発表された。同舞台は緊急事態宣言の発出・延長を受け、残りの東京公演および大阪公演（5月12日 - 16日）もすべて中止となった。
2023年、フランスの連続ドラマ『アストリッドとラファエル 文書係の事件録』の日本語吹き替え版で主人公を担当し、第17回声優アワード外国映画・ドラマ賞を受賞。
2024年12月12日、第1子を出産したことを自身のInstagramにて報告した。

## 人物
特技は役柄で習得したトランペットと、着物の着付け。
ラッキーナンバーは「12」。これは、本人の誕生日が12月12日であることからきており、「12」という数字にこだわっている。
SPEED、Mr.Children、レミオロメン、スキマスイッチのファンである。また、『ジョン・レノン スーパー・ライヴ』がきっかけでビートルズが好きになった。
NHKの連続テレビ小説『ちりとてちん』で共演した渡瀬恒彦からは、「女優になるために生まれたような子。頭が良いし、体も神経もタフだし、感受性が豊かで表現が的確。私のライバルです。」と評価された。
作家の小林信彦は週刊文春連載コラム（のち単行本『B型の品格』に収録）で『キミ犯人じゃないよね?』を取り上げ、特に貫地谷のコメディエンヌぶりは海外ドラマでも比類がないと絶賛した。
映画『スウィングガールズ』で共演した本仮屋ユイカ、映画『ジェネラル・ルージュの凱旋』、『ゴールデンスランバー』、ドラマ『ミス・シャーロック/Miss Sherlock』で共演した竹内結子、フジテレビドラマ『ブザー・ビート〜崖っぷちのヒーロー〜』で共演した北川景子とは親友。元は同じ事務所であったLISSAは高校の同級生。
憧れの女優は、舞台『労働者M』で共演した演技派の秋山菜津子（「週刊朝日」のカバーインタビューより）であると、朝ドラ『ちりとてちん』の主演・和田喜代美役を務めていた頃に答えている。ドラマ『あんどーなつ』で共演した風吹ジュンに対しても「女優としての展望が持てた」と敬意を表している。
2007年9月に行われた連続テレビ小説のバトンタッチセレモニーでは、前作『どんど晴れ』のヒロインを務めた比嘉愛未から「ファンです」と告白された。

### 姓名に関して
「貫地谷」という名字は大変珍しく、本人の家族及び下記の親戚を合わせても日本国内に6世帯しかない。このうちの大半は父親の実家のある広島県にある。競艇選手の貫地谷直人（登録番号4097）とは二従兄妹の関係である。
「しほり」は、母がファンというサザンオールスターズの楽曲「栞（しおり）のテーマ」にちなんだ名前。誕生当時（1985年）は人名に漢字の「栞」を使用できず、かな表記が好ましいという姓名判断をうけ「しほり」で届出がされた。

## 出演

### テレビドラマ

#### レギュラー
- H2〜君といた日々（2005年2月 - 3月、TBS） - 小山内美歩 役
- 刑事部屋〜六本木おかしな捜査班〜（2005年7月 - 9月、テレビ朝日） - 南原亜紀 役
- 大奥〜華の乱〜（2005年10月 - 12月、フジテレビ） - 染子 役
- 大河ドラマ（NHK総合）
  - 風林火山 第1回・第4回・第16回・第17回（2007年1月7日・28日・4月22日・29日） - ミツ 役
  - 龍馬伝 第4回 - 第29回（2010年1月24日 - 7月18日） - 千葉佐那 役
  - 八重の桜 第3回 - 最終回（2013年1月20日 - 12月15日） - 高木時尾 役
  - おんな城主 直虎 第6回 - 最終回（2017年2月12日 - 12月17日） - しの 役[30]
- 花より男子2（リターンズ）（2007年1月 - 2月、TBS） - 日向更 役
- 連続テレビ小説（NHK総合）
  - ちりとてちん（2007年10月 - 2008年3月） - 主演・和田喜代美 → 青木喜代美（徒然亭若狭） 役[31]
  - なつぞら（2019年） - 大沢麻子 役[12][32]
- キミ犯人じゃないよね?（2008年4月 - 6月、テレビ朝日） - 主演・森田さくら 役
- あんどーなつ（2008年7月 - 9月、TBS） - 主演・安藤奈津 役
- ラブシャッフル（2009年1月 - 3月、TBS） - 香川芽衣 役
- ブザー・ビート〜崖っぷちのヒーロー〜（2009年7月 - 9月、フジテレビ） - 海老名麻衣 役
- まっすぐな男（2010年1月 - 3月、関西テレビ） - 町田佳乃 役
- 警部補 矢部謙三（2010年4月 - 5月、テレビ朝日） - 桂美晴 役
- バーテンダー（2011年2月 - 4月、テレビ朝日） - 来島美和 役
- 遺留捜査（2011年4月 - 6月、テレビ朝日） - 織田みゆき 役
- 華和家の四姉妹（2011年7月 - 9月、TBS） - 華和桜子 役
- 家族のうた（2012年4月 - 6月、フジテレビ） - 青田洋子 役
- あぽやん〜走る国際空港（2013年1月 - 3月、TBS） - 馬場英恵 役
- おふこうさん（2014年1月 - 2月、NHK BSプレミアム） - 主演・千倉つぐみ 役[33]
- 吉原裏同心（2014年6月 - 9月、NHK総合） - 汀女 役・ナレーション[34]
  - 吉原裏同心〜新春吉原の大火〜（2016年1月3日）[35]
- 女くどき飯（2015年1月 - 3月、毎日放送） - 主演・神林恵 役[36]
  - 女くどき飯 Season2（2016年1月 - 3月）[37]
- マザー・ゲーム〜彼女たちの階級〜（2015年4月 - 6月、TBS） - 神谷由紀 役
- 早子先生、結婚するって本当ですか?（2016年4月 - 6月、フジテレビ） - 久我山ミカ 役[38]
- 感情8号線（2017年1月15日 - 2月19日、フジテレビTWO） - 結城亜実 役[注 5][39]
- リピート〜運命を変える10か月〜（2018年1月 - 3月、読売テレビ・日本テレビ系） - 主演・篠崎鮎美 役（本郷奏多、ゴリ（ガレッジセール）とトリプル主演）[40]
- スパイラル〜町工場の奇跡〜（2019年4月15日 - 6月3日、テレビ東京） - 藤村浅子 役[41]
- 集団左遷!!（2019年4月21日 - 6月23日、TBS） - ナレーション[42]
- テセウスの船（2020年1月19日 - 3月22日、TBS） - 田村鈴 役
- ディア・ペイシェント～絆のカルテ～（2020年7月17日 - 9月18日、NHK総合） - 主演・真野千晶 役[43]
- 顔だけ先生（2021年10月9日 - 12月18日、東海テレビ・フジテレビ） - 亀高千里 役
- 連続ドラマW 正体（2022年3月12日 - 4月2日、WOWOW） - 安藤紗耶香 役[44][45]
- 大奥「8代・徳川吉宗×水野祐之進編」（2023年1月10日 - 3月14日、NHK総合） - 加納久通 役[46][47]

#### 単発・ゲスト
- 金曜エンタテイメント お局探偵亜木子&みどりの純情事件帳5（2002年6月28日、フジテレビ） - 坂井里佳 役
- さよなら、小津先生（2004年11月26日、フジテレビ） - 田口ユリア 役
- 信長の棺（2006年11月5日、テレビ朝日） - 小鶴 役
- 氷点（2006年11月26日、テレビ朝日） - 相沢順子 役
- 山野愛子物語（2006年12月5日、日本テレビ） - 田所はる 役
- 大奥スペシャル〜もうひとつの物語〜（2006年12月29日、フジテレビ） - おしの 役
- イヴの贈り物（2007年8月5日、WOWOW） - 中沢恵子 役
- スシ王子! 第5 - 6話（2007年8月、テレビ朝日） - 浅葱ユリ 役
- 被取締役新入社員（2008年3月31日、TBS） - 工藤沙紀 役
- 猟奇的な彼女 第4 - 6話（2008年5月、TBS） - 野々村雪乃 役
- アベレイジ2（2008年10月10日、フジテレビ） - 小中 役
- おみやさん（第6シリーズ） 第2話「父を返して! 京都の秋に響く娘の叫び!!」（2008年10月30日、テレビ朝日） - 後藤ゆき 役
- 警官の血（2009年2月、テレビ朝日） - 安城順子 役
- 就活のムスメ（2009年3月27日、テレビ朝日） - 主演・宮城のばら 役
- 必殺仕事人2009 第16話「食品偽装」（2009年5月15日、朝日放送・テレビ朝日） - 志乃 役
- 土曜ワイド劇場 森村誠一の棟居刑事 棟居刑事の黙示録（2009年11月21日、テレビ朝日） - 神林一子 役
  - 土曜ワイド劇場 森村誠一の棟居刑事5 背徳の詩集（2011年7月30日）
  - 土曜ワイド劇場 森村誠一の棟居刑事6 死海の伏流（2012年11月24日）
  - 土曜ワイド劇場 森村誠一の棟居刑事7 棟居刑事の夜の虹（2014年2月8日）
  - 土曜ワイド劇場 森村誠一作家50周年記念 棟居刑事の黒い祭（2015年3月14日）
  - 土曜ワイド劇場 森村誠一の棟居刑事9 棟居刑事の偽完全犯罪（2016年4月23日）
  - ミステリースペシャル 森村誠一の棟居刑事10 棟居刑事の凶縁（2017年9月28日）
- 0号室の客 Third Story「完璧な男」（2009年12月、フジテレビ） - 好美 役
- 輪廻の雨（2010年1月4日、フジテレビ） - 菅井愛実 役
- 新春ワイド時代劇 戦国疾風伝 二人の軍師 秀吉に天下を獲らせた男たち（2011年1月2日、テレビ東京） - 楓 役
- 味いちもんめ（2011年1月8日、テレビ朝日） - 安達真由美 役
  - 味いちもんめ（2013年5月11日、テレビ朝日）
- 恋するキムチ（2011年2月18日、NHK岐阜・2011年5月4日、全国放送） - 主演・伴野みのり 役
- 看取りの医者 バイク母さんの往診日誌（2011年12月12日、TBS） - 栗山かおる 役
- もう誘拐なんてしない（2012年1月3日、フジテレビ） - 花園皐月 役
- 花嫁の父（2012年1月8日、毎日放送） - 星野美音 役
- ブラックボード〜時代と戦った教師たち〜 第2夜（2012年4月6日、TBS） - 横手涼子 役
- 向田邦子 イノセント 第3話「三角波」（2012年4月7日、WOWOW） - 主演・巻子 役
- 剣客商売〜御老中暗殺〜（2012年8月24日、フジテレビ） - おはる 役
  - 剣客商売〜剣の誓約〜（2013年12月27日）
  - 剣客商売〜鬼熊酒屋〜（2014年8月8日）
  - 剣客商売〜陽炎の男〜（2015年9月11日）
- みをつくし料理帖（2012年9月22日、テレビ朝日） - あさひ太夫 役
  - みをつくし料理帖（2014年6月8日）
- 尾根のかなたに〜父と息子の日航機墜落事故〜（2012年10月、WOWOW） - 小倉あゆみ 役
- ピン女のメリークリスマス（2012年12月17日 - 19日、日本テレビ） - 主演・松原楓 役
- 事件救命医〜IMATの奇跡〜（2013年10月6日、テレビ朝日） - 美山ゆかり 役
  - 事件救命医2〜IMATの奇跡〜（2014年6月15日、テレビ朝日）
- NHK正月時代劇 桜ほうさら（2014年1月1日、NHK総合） - 和香 役
- ママが生きた証（2014年7月5日、テレビ朝日） - 大森恭子 役
- 素敵な選TAXI 第7話（2014年11月25日、関西テレビ・フジテレビ） - 大西真理 役
- 迷宮捜査（2015年5月10日、テレビ朝日） - 樋口有希子 役[48]
- 私たちがプロポーズされないのには、101の理由があってだな シーズン2 EPISODE #16（2015年12月16日、女性チャンネル♪LaLa TV） - 主演・千夏 役
- NHK正月時代劇 吉原裏同心〜新春吉原の大火〜（2016年1月3日、NHK総合） - 汀女 役[49]
- 土曜ワイド劇場スペシャルドラマ おみやさんスペシャル（2016年2月13日、テレビ朝日） - 神尾ちず 役[50]
  - おみやさんスペシャル2（2016年10月15日）[51]
- 日曜イベントアワー 春の新作ミステリー 更生補導員・深津さくら 殺人者の来訪〜告解者〜（2017年3月26日、テレビ東京） - 主演・深津さくら 役[52]
- 黒薔薇 刑事課強行犯係 神木恭子（2017年12月16日、テレビ朝日） - 主演・神木恭子 役[53]
  - 黒薔薇2〜刑事課強行犯係 神木恭子（2019年9月22日）[54]
- 長崎発地域ドラマ かんざらしに恋して [55]（2019年2月6日、NHK BSプレミアム） - 主演・桐畑瑞樹 役[56]
- 新春3夜連続ドラマ 破天荒フェニックス（2020年1月3日 - 5日、テレビ朝日） - 奥田静江 役[57]
- 捨ててよ、安達さん。 第1話（2020年4月18日（17日深夜）、テレビ東京） - DVD 役[58]
- 月曜プレミア8 警視庁遺失物捜査ファイル（2020年8月24日、テレビ東京） - 主演・鈴村ヒソカ 役[59]
- きよしこ（2021年3月20日、NHK総合） - 白石曜子 役[60]
- スターチャンネル オリジナルドラマプロジェクト「5つの歌詩（うた）」EPISODE 01「空を読む」（2022年7月7日、スターチャンネルEX / 8月13日、BS10スターチャンネル） - 主演・高槻歩実 役[61]
- さよならの向う側 第1話（2022年9月22日、日本テレビ） - 桜庭彩子 役[62]

### 映画
- 修羅の群れ（2002年） - 稲原秋子 役
- 惨劇館 夢子（2002年） - 奥矢月子 役
- 3↓1/2（ミクダリハン）（2002年） - はるか 役[63]
- SURVIVE STYLE5+（2004年） - 小林果歩 役
- スウィングガールズ（2004年9月11日） - 斉藤良江 役
- 死霊波（2005年） - 長尾瑠奈 役
- KARAOKE-人生紙一重-（2005年） - 井上祥子 役
- 探偵事務所5（2005年） - 宍戸瞳 役
- 最終兵器彼女（2006年） - アケミ 役
- ナイスの森〜The First Contact〜（2006年） - ンーギャバ 役
- 夜のピクニック（2006年） - 後藤梨香 役
- 愛の流刑地（2007年） - 村尾高子 役
- 神童（2007年4月21日） - 賀茂川香音 役
- 彩恋 SAI-REN（2007年8月4日） - 広瀬葫子（ココ）役
- 包帯クラブ（2007年9月15日） - 丹沢志緒美（タンシオ）役
- ALWAYS 続・三丁目の夕日（2007年11月3日） - メリー 役
- 青空のルーレット（2007年11月3日） - 栗田加奈子 役
- パコと魔法の絵本（2008年9月13日） - サオリちゃん・女子社員 役
- ジェネラル・ルージュの凱旋（2009年3月7日） - 如月翔子 役
- THE CODE/暗号（2009年5月9日） - 宍戸瞳 役
- ノーボーイズ,ノークライ（2009年8月22日） - 敦子 役
- 僕らのワンダフルデイズ（2009年11月7日） - 藤岡和歌子 役
- ゴールデンスランバー（2010年1月30日） - 凛香 役
- パレード（2010年2月20日） - 大河内琴美 役
- 僕達急行 A列車で行こう（2012年3月24日） - 相馬あずさ 役
- ぱいかじ南海作戦（2012年7月14日） - アパ 役
- くちづけ（2013年5月25日） - 主演・阿波野マコ 役
- 偉大なる、しゅららぼん（2014年3月8日） - 藤宮濤子 役
- 白ゆき姫殺人事件（2014年3月29日） - 谷村夕子 役
- 救いたい（2014年11月22日） - 鷹峰純子 役
- バンクーバーの朝日（2014年12月20日） - ベティ三宅 役
- 悼む人（2015年2月14日） - 坂築美汐 役
- 結婚（2017年6月24日） - 古海初音 役[64]
- 望郷「夢の国」（2017年9月16日） - 主演・夢都子 役[65]
- 氷菓（2017年11月3日） - 特別出演
- この道（2019年1月11日） - 菊子 役
- アイネクライネナハトムジーク（2019年9月20日） - 美奈子 役[66]
- 夕陽のあと（2019年11月8日） - 主演・佐藤茜 役
- サバカン SABAKAN（2022年8月19日）[67][68]
- オレンジ・ランプ（2023年6月30日） - 主演・只野真央 役[69]
- シェアの法則（2023年10月14日） - 高柳美穂 役[70]
- ラストターン 福山健二71歳、二度目の青春（2024年5月10日）[71][72]

### Webドラマ
- ミス・シャーロック/Miss Sherlock（2018年4月27日 - 、Hulu×HBOアジア） - 橘和都 役[73]

### 舞台
- 伊藤正次演劇研究所公演
  - 父帰る（2001年） - おたね役
  - 時の氏神（2001年） - 杉本芳子役
  - 第3帝国の恐怖と貧困（2001年） - 女中役
  - かんしゃく玉（2003年） - 彼女役
  - 頼母しき求縁（2003年） - 十倉汲子役
  - 伊藤正次追悼公演「麺麭屋文六の思案」、「秘密の代償」、「父帰る」（2005年6月17日、18日、19日）
- POOL-5公演 「新築HIMAWARI-A日記」（2004年6月） - 客演／雷葵役
- 理由なき反抗（2005年4月3日 - 24日、東京グローブ座） - ジュディ役
- 労働者M（2006年2月、シアターコクーン）
- 余命1ヶ月の花嫁（東京：2010年6月15日 - 27日、大阪：7月2日 - 4日） - 主演・長島千恵 役
- 泣き虫なまいき石川啄木（2011年10月7日 - 30日） - 石川節子 役
- 朗読劇『宮沢賢治が伝えること』（2012年6月1日）
- ユーミン×帝劇 vol.1 『8月31日〜夏休み最後の日〜』（2012年10月7日 - 31日、帝国劇場） - 主演・高木千佳 役
- ガラスの仮面（2014年8月15日 - 31日、青山劇場） - 主演・北島マヤ 役
- もとの黙阿弥（2015年8月1日 - 25日：新橋演舞場、9月1日 - 25日：大阪松竹座） - 長崎屋お琴 役
- ガラスの仮面（2016年9月1日 - 11日：大阪松竹座、16日 - 26日：新橋演舞場） - 主演・北島マヤ 役
- 幽霊でもよかけん、会いたかとよ（2016年12月21日 - 28日、下北沢 駅前劇場） - 主演・嬉里弥生 役
- ハムレット（2017年4月、東京芸術劇場プレイハウス） - オフィーリア 役[74]
- 頭痛肩こり樋口一葉（2022年8月、紀伊國屋サザンシアター TAKASHIMAYA） - 樋口夏子（樋口一葉） 役[75]

### 声の出演
- 屋根裏のポムネンカ（チェコ人形アニメ映画、2009年8月1日） - 主人公・ポムネンカ 役
- 連続人形活劇 新・三銃士（2009年10月 - 2010年5月、NHK教育） - コンスタンス 役
- RAINBOW-二舎六房の七人-（2010年4月 - 7月、日本テレビ） - 小池節子 役
- 雪女（チェコ短編アニメ映画、2012年8月8日より島根県立美術館で上映） - 雪女 役
- ビクトリアス（2012年10月 - 2014年3月、NHK教育） - 主人公・トリー・ベガ 役
- 西遊記〜はじまりのはじまり〜（日本語吹替、2014年11月21日公開） - 女妖怪ハンター・段 役[76]
- 西遊記2〜妖怪の逆襲〜（日本語吹替、2017年9月8日公開） - 女妖怪ハンター・段 役
- アストリッドとラファエル 文書係の事件録（NHK総合） - 主人公 アストリッド・ニールセン（サラ・モーテンセン）役[77]
  - 第1シーズン 日本語吹き替え版（2022年7月24日 - 2022年10月2日）
  - 第2シーズン 日本語吹き替え版（2023年5月21日 - 2023年7月9日）
  - 第3シーズン 日本語吹き替え版（2023年7月23日 - 2023年9月10日）
  - 第4シーズン 日本語吹き替え版（2024年1月14日 - 2024年3月3日）

### ラジオ
- SCHOOL OF LOCK! GIRLS LOCKS! 5週目パーソナリティ（2005年10月31日 - 2006年2月2日、JFN・TOKYO FM）
- ラジオ劇団『小さな奇跡』 2008年12月放送回担当（2008年12月1日 - 12月31日、TOKYO FM）
- 貫地谷しほりのラジオ劇団・小さな奇跡（2009年10月1日 - 2010年3月31日、TOKYO FM）[注 6]
- ASIENCE SPIRIT OF ASIA（J-WAVE）
  - ASIAN COLOR（2005年11月27日・12月4日）
  - ASIAN SESSION（2009年11月1日）
- FMシアター（NHK-FM）
  - 世界から猫が消えたなら（2013年7月20日）
  - 婚礼、葬礼、その他（2014年1月25日）
- 特集オーディオドラマ　73年前の紙風船（2018年8月10日、NHKラジオ第1） - 知美 役
- 夏の夜の朗読音楽会 江戸川乱歩「接吻」（2019年8月15日、NHKラジオ第1） - 朗読
- 特集オーディオドラマ　きみに微笑む、クリスマス（2021年12月25日、NHK-FM） - はるか 役

### ドキュメンタリー
- アジアンスマイル（2008年4月6日、NHK-BS1） - ナレーション
- サクラガサイタ〜信州のスウィングガールズ ワシントンへ行く〜（2008年5月11日、BS朝日） - ナレーション
- ザ・ノンフィクション（フジテレビ） - ナレーション
  - 「親子・乱歩に挑む〜幸四郎と染五郎〜」（2008年11月23日）
  - 「上京物語2009〜ふるさとを離れる日〜」（2009年4月19日）
  - 「上京物語2010〜夢がゆれる18歳〜」（2010年10月24日）
  - 「上京物語2011〜すれ違う親子〜」（2011年10月2日）
  - 「負けるな! 泣き虫三姉弟 2」（2012年4月15日）
  - 「上京物語2012〜二十歳 夢の分岐点〜」（2012年11月4日）
  - 「上京物語〜母との再会編〜」（2013年4月14日）
  - 「上京物語2013〜『青い鳥』はどこにいる〜」（2013年10月6日）
  - 「上京物語2014〜決断〜」（2014年12月21日）
  - 「上京物語2015〜仲間〜」（2015年12月6日）
  - 「上京物語〜その後ボクと父さんの8年間〜」（2016年3月20日）
- にほんの里100選（2009年1月 - 3月、テレビ朝日） - ナレーション
- 熱中時間 忙中"趣味"あり 「熱中人FILE〜岡本信人の野草〜」（2009年7月11日、NHK-BS2） - ナレーション
- FNSドキュメンタリー大賞「Home〜僕が田舎暮らしを始めた理由」（2010年5月27日、福島テレビ） - ナレーション
- プロフェッショナル 仕事の流儀（2010年10月 - 、NHK総合） - ナレーション
- プレミアム8「愛と胃袋・スペイン 角田光代のバスク」（2010年10月19日、NHK-BShi） - ナレーション
- アジア神秘紀行（2011年4月 - 2012年4月、BS朝日） - ナレーション
- 演劇特集「小さな劇場の大きな冒険〜行定勲、現代演劇を見る〜」（2012年3月17日、NHK教育） - ナレーション
- 貫地谷しほりの恋する惑星〜パリ・ウィーン・TOKYO 三都物語〜（2012年3月31日、BS朝日） - ナビゲーター
- ノンフィクションW・失われた琉球の魂を求めて（2012年6月15日、WOWOW） - ナレーション
- 世界ふれあい街歩き（NHK BSプレミアム） - ナレーション
  - サンクトペテルブルク編（2012年9月4日）
  - バルセロナ編（2013年1月8日）
  - モナコ編（2013年4月23日）
  - ブリスベン編（2014年3月18日）
  - ライプツィヒ編（2014年12月2日）
  - メキシコシティ編（2015年6月30日）
  - ポートランド編（2016年10月25日）
- 青春舞台2012（2012年9月29日、NHK教育） - ナレーション
- アーシストcafe 緑のコトノハ（2012年10月 - 2021年3月、BS朝日） - ナレーション
- 第40回JALホノルルマラソン（2013年1月14日、TBS） - ナレーション
- 報道特別番組「0311、知られざる心の闘い」（2013年3月9日、フジテレビ） - ナレーション
- テレビ未来遺産「家族のチカラが奇跡を呼ぶ スポーツ“夢”SP」（2013年6月19日、TBS） - ナレーション
- 24時間テレビ36 「愛は地球を救う」（2013年8月24日、日本テレビ） - ナレーション
- ザ・ドキュメント「世界を触れ！〜見える人にこそ伝えたい〜」（2013年9月14日、関西テレビ） - ナレーション
- 壮絶人生ドキュメント 俺たちはプロ野球選手だった（2013年10月8日、TBS） - ナレーション
- 和の想い 世界遺産“アンコールワット”に響く！〜若き和楽器奏者とアジア音楽との共演〜（2013年12月22日、BS日テレ） - ナレーション
- 世界に誇る50人の日本人 成功の遺伝史（2013年12月30日、日本テレビ） - ナレーション
- ボクらの地球「奇跡の深海を潜る あなたの知らない東京湾 探検！"東京海底谷"の神秘」（2014年1月9日、BS朝日） - ナレーション
- 報道ステーション SUNDAY（2014年3月9日、3月16日、テレビ朝日） - ナレーション
- 地球ドック〜宇宙から今の地球を健康診断〜（2014年4月3日、テレビ東京） - ナレーション
- NHKスペシャル シリーズ故宮（2014年6月28日、6月29日、NHK総合） - ナレーション
- ザ・プレミアム プレシャス・ブルー「カリブ海・クジラの親子と出会う旅」（2014年7月19日、NHK BSプレミアム） - 朗読
- はじめてのおつかい（2014年7月21日、日本テレビ） - ナレーション
  - はじめてのおつかい（2015年1月5日）
  - はじめてのおつかい 夏の大冒険スペシャル（2016年7月18日）
- 古舘伊知郎 トーキングブルース 伝説のライブ 復活の舞台裏（2014年12月26日、BS朝日） - ナレーション
- 戦後70年特別番組 発掘!戦場の叫び〜元兵士1500人が伝えたい真実〜（2015年8月15日、BSジャパン） - ナビゲーター
- BS1スペシャル シリコンバレー戦国時代（2016年1月2日、NHK BS1） - ナレーション
- ザ・プレミアム「若冲 いのちのミステリー」（2016年4月30日、NHK BSプレミアム） - ナビゲーター
- 熱烈!ホットサンド!スペシャル てっぺんをめざして～旭丘高校合唱部104人の180日（2016年12月29日、STV・札幌テレビ放送） - ナレーション
- 新美の巨人たち（2019年4月 - 、テレビ東京）- Art Traveler
- 趣味どきっ! 浮世絵で体感!リアルな江戸LIFE（2022年、NHK Eテレ）
- 健求者〜こだわりの元気食〜（2023年10月4日 - 、テレビ朝日） - ナレーション[78]

### CM
- テクモ 「零〜ZERO」（2001年）
- もち吉 「希林あげ」（2002年 - 2003年）
- 東京電力 「プルサーマル計画」（2002年 - 2003年）
- ボーダフォン 「週末の恋人たち編」（2003年）
- アットホーム 「ツナガルコト」（2003年）
- カルビー 「ア・ラ・ポテト」（2004年）
- ミツカン 「酢ラダ編」「のっけずし編」（2004年）
- ケンタッキーフライドチキン 「1000円パック チキンの食べ方いろいろ編」（2006年）
- NTTドコモ 「ドコモショップ店員 モモコ 役」（2006年9月 - 2008年3月）
- 三菱東京UFJ銀行
  - 「コンビニATM利用手数料無料ストレートトーク予告編」（2007年3月）
  - 「ディズニー通帳編」（2007年9月 ナレーションのみ）
  - 「がんばれ!フレッシャーズ」キャンペーン（2008年3月）
- 銀座和真 「教授会編」「大事なこと編」「見つかるでしょう編」（2007年4月 - 2009年3月）
- ユーキャン 「2010年ユーキャンブランドキャンペーン」（2010年1月 - 12月）
- 三幸製菓 「三つの幸せ物語」（2010年1月 - 12月）
- 国民年金基金連合会 「国民年金基金 イメージキャラクター」（2010年4月 - 2013年3月）
- 北陸電力・北陸電力リビングサービス 「オール電化住宅 イメージキャラクター」（2010年4月 - 2012年3月）
- 任天堂 「ニンテンドーDS トモダチコレクション」（2010年5月）
- 花王
  - ビオレ 洗顔フォーム 「ホメられ肌のつくり方」（2009年11月）
  - ビオレ パーフェクトオイル（2010年9月）
  - ビオレ マシュマロホイップ（2011年2月）
  - ロリエ エフ（2011年9月）
- 大関 「ワンカップ大関 貫地谷しほりとサシ飲み」（2010年9月）
- 第一三共ヘルスケア
  - 「ロキソニンS」（2011年1月 - ）
  - 「Regain Rejapan プロジェクト」（2012年4月）
  - 「ロキソニンSプラス」（2015年7月 - ）
- アサヒビール アサヒスタイルフリー 「海上列車編」「シーギリヤロック編」「25億本突破!編」（2013年3月）
- トリニティアーツ 「studio CLIP」（2013年10月 - ）
- サントリーフーズ プレミアムボス ザ・マイルド 宇宙人ジョーンズシリーズ「プレミアム TOKYO」篇（2016年9月 - ）
- プロクター・アンド・ギャンブル・ジャパン h&s 「輝きを地肌から」編（2017年9月 - ）
- ヤマダデンキ - シアワセにする、ぜんぶ「トータルブランド」篇（2019年）[79]

### PV
- レミオロメン 「南風」
  - 初回盤はCD-EXTRAでビデオクリップが収録される。映画『亀は意外と速く泳ぐ』の主題歌。
- ラムジ 「イチラムジ / キミと月までも」
- ohana 「予感」
- 榎本くるみ 「打ち上げ花火」
- ケツメイシ 「男女6人夏物語」
- BONNIE PINK 「Joy」
- FUNKY MONKEY BABYS 「涙」
- John-Hoon 「春恋」

### その他
- DVD Grasshoppa! Vol.4 「言わなきゃよかった / 山岡先生」（2002年7月発売）
- 農林水産省 「花の国づくり協議会」ポスター（2004年 - 2005年）
  - 「誕生日にお花を」のコピーと、花束を抱えた写真のポスター。
- 中央公論新社 マーブルブックス「キミト、ドコカヘ vol.1」（2006年8月発売）
  - 鉄道風景を舞台にした写真物語。小湊鉄道に旅をする。
- 広告 「新潟県観光協会 / にいがた旅物語」ポスター（2006年5月 - 2008年4月）
- 広告 「浜ちりめんカレンダー2007」
- カードゲーム 「女子アナ出題!Theご当地問題DVD&カード」（タカラトミー、2007年9月27日発売）
  - 同梱DVDに、TVガイド特命アナウンサーとして出演。
- 「探偵事務所5」シリーズ
  - 映画版に続き、ネット配信版でも宍戸瞳役として出演。
- 中央労働災害防止協会 「全国安全週間」ポスター（2008年6月 - 7月）
- 文春文庫 「秋の100冊フェア」 2008年イメージキャラクター
- 第60回 全国植樹祭2009ふくい（2009年6月7日）
  - 福井県民代表と共に「未来への一筆啓上」を宣言。この模様はNHK総合テレビで生中継された。
- Wiiの間 不思議Wiiテレビ「未来は今」第1話主演（2009年6月14日配信）
- 東宝カレンダー（2009年版の7月、2010年版の7月、2011年版の6月）
- 東京国立博物館 「トーハク?」キャンペーン イメージポスター（2010年12月）
- DVD 「地球征服アパート物語」（2011年3月18日発売） - 宇宙人78号 役
- 東映スターカレンダー（2012年版の3月、2013年版の5月、2014年版の9月）
- 朝日新聞 求婚の日プロジェクト「ふたりの時計」（2014年1月25日配信） - 主演・ユカリ 役[80][81]

## 受賞
- 2008年 第32回エランドール賞 新人賞（『愛の流刑地』『神童』『彩恋 SAI-REN』『包帯クラブ』『青空のルーレット』『ALWAYS 続・三丁目の夕日』『風林火山』『花より男子2（リターンズ）』『イヴの贈り物』『スシ王子!』『ちりとてちん』）[11]
- 2009年 第13回日刊スポーツ・ドラマグランプリ（GP）」 夏ドラマ・助演女優賞（『ブザー・ビート〜崖っぷちのヒーロー〜』）
- 2010年 第7回The Beauty Week Award The Best of Beauty 2010
- 2014年 第56回ブルーリボン賞 主演女優賞（『くちづけ』）[82]
- 2023年 第17回声優アワード 外国映画・ドラマ賞[83]

## 写真集
- 二十歳（2005年12月12日、ワニブックス、撮影：新津保建秀）ISBN 978-4847029035
- カンジヤノハナシ（2009年3月26日、ワニブックス、撮影：土井文雄）ISBN 978-4847041648